# Trière (rivière)
Pour les articles homonymes, voir Trière.
La Trière est un ruisseau du Sud de la France, dans le département de l'Ariège, dans la région Occitanie et un sous-affluent de la Garonne par la rive gauche de l'Hers-Vif et l'Ariège.

## Géographie
La longueur de son cours d'eau est de 2,1 km.

### Communes et cantons traversés
La Trière traverse un seul département : l'Ariège (09), deux communes et un seul canton : le canton de Mirepoix, dans l'arrondissement de Pamiers.
La Trière prend sa source sur la commune de Montbel, et conflue sur la commune de Camon.

### Bassin versant
Le ruisseau de Trière traverse une seule zone hydrographique « L'Hers vif du confluent du Blau au confluent du Touyre », (O147), de 387 km2 de superficie.

## Affluents
La Trière a quatre affluents contributeurs référencés dont deux avec trois et un affluents[Quoi ?].

### Rang de Strahler
Donc son rang de Strahler est de trois.

## Aménagement: barrage réservoir de Montbel
Sur la Trière, est implanté le barrage-réservoir de Montbel.